# Малинин, Евгений Николаевич
Евгений Николаевич Малинин — российский писатель, пишущий в жанре фэнтези и фантастики.

## Биография
Евгений Малинин родился 17 июля 1950 года в городе Москве. Окончив в 1967 году школу, не смог поступить ни в одно из театральных училищ города, устроился на работу в Московский театр драмы и комедии на Таганке, где проработал пять лет. Там же познакомился со своей будущей женой Людмилой. Ушел из театра, получил высшее техническое образование. Прошел трудовой путь, от прессовщика на заводе АЗЛК до заместителя начальника главка Госснаба СССР.

### Романы

#### Серии
Серии перечислены в алфавитном порядке. Наибольшую популярность среди читателей завоевала первая серия Е. Малинина, «Проклятие Аримана» (2000—2001).
Братство Конца
- Братство Конца (2002)
- Шут королевы Кины (2002)

Волчья звезда
- Волчья звезда (2009)
- Час черной звезды (2009)
- Уругумская сталь (2010, в электронном виде)

Драконье горе
- Драконье горе (2004)
- Драконья алчность, или Дело Алмазного Фонда (2005)
- Драконья ненависть (2005)
- Драконья любовь, или Дело полумертвой царевны (2007)

Исчадия Земли
- Мятеж (2004)
- Бросок в безумие (2007)
- Фаза Монстра (2008)

Проклятие Аримана
- Проклятие Аримана. Ученик (2000)
- Проклятие Аримана. Маг (2001)
- Проклятие Аримана. Разделенный мир (2001)
- Проклятие Аримана. Магистр (2001)

### Повести и рассказы
- Доза (2005)
- Извержонок (2006) — отрывок из романа Волчья звезда
- Аттракцион (2008)
- Тест на подлость (2008)